# Mario Mattoli
Mario Mattoli, född 30 november 1898 i Tolentino i Marche, död 23 februari 1980 i Ronciglione i Lazio, var en italiensk filmregissör, känd bland annat för de många komedier han gjorde med Totò i huvudrollen och för sin närmast maniska produktivitet som tidvis resulterade i tre eller flera filmer under ett och samma år.

## Biografi

### Ungdomstiden
Mario Mattolis yrkesval avvek från familjetraditionen enligt vilken han i likhet med fadern Aristide och farbrodern Agostino, båda kirurger, snarare borde ha blivit läkare. I stället tog Mattoli en universitetsexamen i juridik och verkade därefter en tid som juridisk rådgivare och advokat för ett stort teatersällskap: Suvini-Zerboni. Mattoli utvecklade ett intresse för teaterbranschen som ledde till att han 1924 slutgiltigt övergav sina planer på en karriär inom juridiken och i stället tog anställning hos teatersällskapet med uppgiften att sköta hela dess administration. Efter att ha lärt sig tillräckligt om verksamheten startade han 1927 tillsammans med en vän produktionsbolaget Za-Bum spettacoli som satte upp såväl tunga dramer som lätta revyer och kom att bli något av en plantskola för flera blivande regissörer och skådespelare. Bland namn som förekom på Za-Bums lönelistor i slutet av 1920- och början av 1930-talet och senare kom att bli kända kan nämnas Vittorio De Sica, Giuditta Rissone, Carla ”Milly” Mignone, Totò Mignone och Pina Renzi. Mattoli själv började successivt ta del i den konstnärliga produktionen och gjorde i början av 1930-talet sina första pjäser som regissör.

### Filmkarriären
Mattoli skrev 1934 manus till en film som han även producerade, Amleto Palermis La segretaria per tutti. Medan inspelningen av den ännu pågick fick Mattoli chansen att med tre dagars varsel rycka in som vikarierande regissör för Tempo Massimo sedan Carlo Ludovico Bragaglia hoppat av. Efter att ha klarat av uppgiften påbörjade Mattoli sin första film som ordinarie regissör, Amo te sola (1935) med sin svägerska Milly Mignone och Vittorio De Sica i huvudrollerna. Den första filmen följdes redan 1936 av tre till, ett tidigt bevis på en arbetskapacitet som ibland har beskrivits som nästan tvångsmässig i sin intensitet. En av dessa tre filmer, La damigella di Bard med Emma Gramatica i huvudrollen, blev så bra att producenten I.C.I. deltog med den på filmfestivalen i Venedig. Bland Mattolis tidiga filmer uppmärksammades särskilt även Imputato, alzatevi! (1939), ibland kallad den första moderna komedin inom italiensk film. Den förmenades vara kvalitativt annorlunda än samtidens traditionella farser och komedier, ofta baserade på teaterpjäser, och den från stumfilmen härstammande "tårta i ansiktet"-traditionen. Huvudrollsinnehavaren Erminio Macario kom därefter att vara ett dragplåster i ett antal av Mattolis filmer, fram till Adamo ed Eva (1949) som blev ett överraskande totalfiasko och slutet på Macarios karriär som en av filmkomediernas stora publikmagneter.

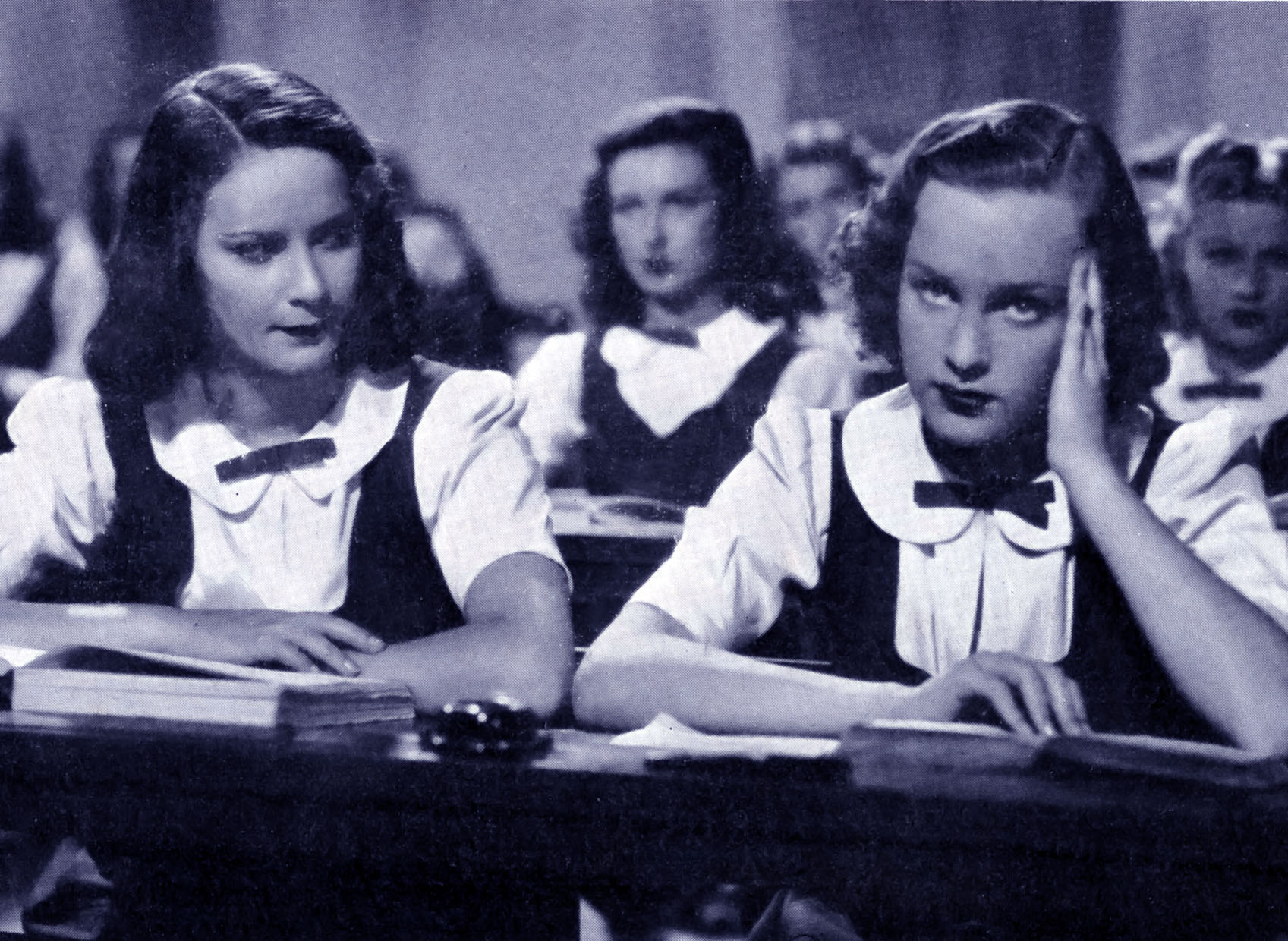
Scen ur Mattolis "vita telefon"-film Ore 9: lezione di chimica (1941)

Mattoli regisserade under 1940-talet även ett antal filmer i den av neorealisterna föraktade genre som i Italien kallas "telefoni bianchi" (vita telefoner) efter den statussymbol som ofta spelade en väsentlig roll i dem. Den kanske mest kända av Mattolis vita telefon-filmer är Ore 9: lezione di chimica (1941) med Alida Valli i huvudrollen. Både filmen och Valli gick hem hos publiken och hon fick axla huvudrollen även i flera av Mattolis följande filmer, såsom Luce nelle tenebre (1941), Catene invisibili och Stasera niente di nuovo (båda 1942). Under 1940-talets första hälft hann den frenetiskt arbetande Mattoli även med ett par filmmusikaler och den enda krigsfilmen under sin karriär: I tre aquilotti (1942), utformad nästan som en dokumentär och baserad på ett synopsis som skrivits av Alessandro De Stefani och Vittorio Mussolini, den senare under pseudonymen Tito Silvio Mursino.
Året efter krigsfilmen överraskade Mattoli sin publik med L’ultima carrozzella (1943), en film som i efterhand framstår som en av de viktigaste föregångarna till neorealismen. Handlingen var förlagd så långt från de vita telefonernas sofistikerade miljöer man kunde komma med Aldo Fabrizi i rollen som ägare till en traditionell hästdroska i en hård kamp för att försörja sig och familjen i en successivt allt hårdare konkurrens med den moderna världens taxibilar. Mattoli behöll som vanligt kontakten när han fått tag på en skådespelare som kunde fylla salongerna och Fabrizi kom att göra huvudrollen i en hel serie av hans komedier fram till 1960. De drog mycket publik men även kritik mot Fabrizi som i film efter film i princip repriserade sina tidigare framgångsrika Rom-karaktärer från filmer som till exempel Mario Bonnards Campo de' fiori.
Med jämna mellanrum kom emellertid Mattoli även med filmer som gjorde intryck på de kräsna filmkritikerna. En sådan var La vita ricomincia (1945) med Eduardo De Filippo, Fosco Giachetti och Alida Valli i huvudrollerna. Filmen handlade om en läkare som återvänder hem från fronten efter kriget och får veta att hans hustru vid ett tillfälle i desperat behov av pengar prostituerat sig och nu sitter i fängelse för dråp på kunden. Mattoli försökte med denna film, som redan titeln ('Livet börjar om') antyder, framföra sin uppfattning om att nu när kriget var slut måste alla börja på ny kula och försöka lägga det bakom sig så snabbt som möjligt. Ett drama med en liknande berättelse var hans Assunta Spina (1948) där Anna Magnani spelar en ogift kvinna som inleder ett förhållande med en högt uppsatt tjänsteman inom rättsväsendet medan hennes fästman (Eduardo De Filippo) sitter i fängelse. Filmen blev trots positivt mottagande något av en besvikelse för Mattoli som i viss mening upplevde sig som överkörd i viktiga detaljbeslut av manusförfattaren Eduardo De Filippo vars tolkningsföreträde gällande förhållanden på inspelningsorten Neapel var obestridd.

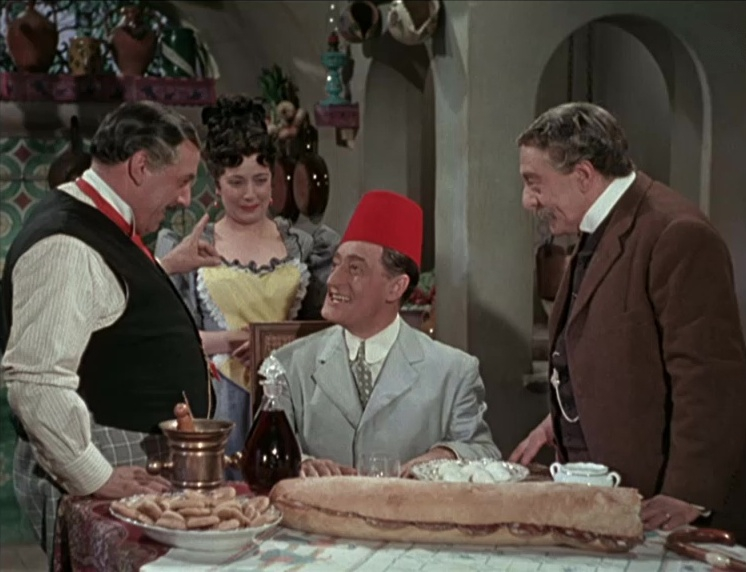
Scen ur Mattolis film Un turco napoletano (1953)

Mattolis benägenhet att gärna göra många filmer med samma skådespelare ledde till ett långvarigt och framgångsrikt samarbete med en annan napolitanare, nämligen Totò som var protagonist i 16 av Mattolis totalt 83 långfilmer. Samarbetet började med I due orfanelli (1947) och avslutades med Sua Eccellenza si fermò a mangiare (1961). Mattoli var uppenbart förtjust i den napolitanska dialektala teatertraditionen. Bland de filmer han gjorde tillsammans med Totò märks Un turco napoletano (1953) och Miseria e nobiltà (1954) som båda var bearbetningar av Eduardo Scarpettas klassiska pjäser.
Mattolis på 1960-talet producerade filmer kan karakteriseras som ren underhållning utan några högt ställda konstnärliga ambitioner. Han anlitade för dagen populära stjärnor som Domenico Modugno i Appuntamento a Ischia (1960) och Virna Lisi i 5 marines per 100 ragazze (1962). Mattoli tog avsked från filmen med Per qualche dollaro in meno (1966), en elak men av kritikerna föga uppskattad parodi på Sergio Leones spaghettiwestern För några få dollar mer, med Lando Buzzanca i samma roll som Clint Eastwood och Raimondo Vianello som ersättare för Lee van Cleef.

### Privatlivet
Mario Mattoli gifte sig 1928 med Mity Mignone som tillsammans med sin syster Carla ingick i Za-Bums skådespelartrupp. De fick ett barn, dottern Marina som också arbetade i filmbranschen, bland annat som regiassistent. Hon avled 2010.